# Laferté-sur-Amance
Laferté-sur-Amance település Franciaországban, Haute-Marne megyében. Lakosainak száma 108 fő (2022. január 1.). Laferté-sur-Amance Anrosey, Guyonvelle, Pierremont-sur-Amance, Velles és Ouge községekkel határos.

## Népesség
A település népességének változása:
| Lakosok száma | 257  | 375  | 171  | 118  | 109  | 108  | 107  | 105  | 105  | 108  |
|               | 1968 | 1982 | 1990 | 2006 | 2013 | 2015 | 2017 | 2019 | 2020 | 2022 |